# Амир Аксел
Вижте пояснителната страница за други личности с името Амир.
Амир Аксел (на английски: Amir D. Aczel) е американски учен от еврейски произход, математик, историк и писател, популяризатор на науката. Част от книгите, които пише, се превръщат в бестселъри. Аксел има преведени няколко книги на български език.

## Биография
Амир Аксел е роден в Хайфа в семейството на капитан на пътнически кораби. Когато е на десет години, баща му го научава да управлява кораби и този урок по навигация по-късно е претворен в книгата на Аксел The Riddle of the Compass.
Когато е на 21 години отива да учи математика в Калифорнийския университет в Бъркли: получава бакалавърска степен през 1975 г., магистърска — през 1976 г., и няколко години по-късно прави докторантура по статистика в Орегонския университет.
Преподава математика в университети в Калифорния, Аляска, Италия, Гърция. През 1984 г. сключва брак, има една дъщеря. Става професор в Бентли Колидж, Масачузетс, където изнася лекции по история на математиката и история на науката. В същия период пише няколко популярни книги за математиката, физиката и науката като цяло, както и два учебника по математика. Книгата му за последната теорема на Ферма се превръща в национален бестселър.